# 函館地方気象台
函館地方気象台（はこだてちほうきしょうだい）は、北海道函館市にある地方気象台。

## 概要
札幌管区気象台の管轄下の気象台である。渡島総合振興局および檜山振興局の気象観測等の業務を行っている。
函館では1868年（慶応4年）から明治4年までイギリスの動物学者、ブラキストンが気象観測を行っており、開拓使函館支庁の福士成豊が業務を引き継いだことが始まりである。のちに開拓使も認めて国家事業化、1872年に日本初の気象観測所、函館気候測量所として観測がはじめられ、函館測候所、函館海洋気象台を経て現在の名称となった。なお、函館海洋気象台時代は気象庁本庁の直轄であり、全国に4つあった海洋気象台（函館・舞鶴・神戸・長崎）のうちの一つだった。
当初は福士成豊他1 - 2名が担当し、函館区船場町9の官舎を使い、観測測器はブラキストンの空盒（ごう）晴雨計、コロメテル乾湿計、フレミング型雨量計などを借り、のちに新たにイギリスから取り寄せた準規水銀晴雨計（フォルタン型）、準規水銀寒暖計、験湿器、最高寒暖計、最低寒暖計、雨量計（口径8英インチ）等でキュー気象台の検定証付きのものを利用したと言われている。

## 沿革
- 1872年（明治5年）8月26日 - 函館気候測量所として観測を開始。所在地は函館区船場町9
- 1879年（明治12年）6月6日 - 庁舎移転。函館区高砂町19に
- 1882年（明治15年）
  - 2月8日 - 函館測候所に改称
  - 7月 - 旗「報午旗」を使って毎日正午を伝える[2]
- 1923年（大正12年）10月15日 - 再び庁舎移転。函館区海岸町埋立地に
- 1940年（昭和15年）9月1日 - 現在の庁舎に移転。現住所は函館市美原三丁目4-4
  - （参考）1941年（昭和17年）11月 - 中央気象台（現・気象庁）が函館市西浜に検潮所を新設。中央気象台西浜検潮所[3]
- 1942年（昭和17年）8月25日 - 函館海洋気象台へ改称
- 1943年（昭和18年）10月1日 - 海岸町の検潮所を観測業務に編入[3]
- 1953年（昭和28年） - 験潮所の導水管埋没により観測休止[3]
- 1954年（昭和29年） - 中央気象台西浜検潮所も導水管破損し、復旧の見込みが立たないために函館修築事務所の検潮所を函館開発建設部と共同で使うことになった[3]
- 1955年（昭和30年）4月4日 - 検潮所の観測業務を再開[3]
- 1961年（昭和36年）4月1日 - 検潮所移転[3]
- 1962年（昭和37年）7月1日 - 函館山に気象レーダーを設置
- 1976年（昭和51年）8月 - 検潮所改築[3]
- 1992年（平成4年）10月1日 - 横津岳に気象レーダーを移設
- 2010年（平成22年）3月 - 海洋気象観測船「高風丸」の運用を終了
- 2013年（平成25年）10月 - 函館地方気象台に改変の上で、札幌管区気象台の下部組織入りした[4][5][6][7]。なお、変更後も業務上の変更点はないとしている[7]
- 2020年（令和2年）
  - 2月3日 - 目視観測通報自動化[8]
  - 3月9日 - 当台庁舎内に財務省の北海道財務局函館財務事務所が転入、庁舎名が函館第2地方合同庁舎となる。

## 主な業務

### 気象観測
気象台の敷地内で気圧・気温・湿度・風向・風速・降水量・降雪の深さ・積雪の深さ・日照時間・日射量・雲・視程・大気現象等の気象観測を行っている。また、江差特別地域気象観測所を設けて、自動観測を行っている。渡島総合振興局や檜山振興局管内に18か所の地域気象観測所（アメダス）を設けて、観測している。横津岳に函館気象レーダーを設けて、東京の気象庁が直接観測を行っている。

### 沿岸防災観測
函館市海岸町に検潮所を設けて潮位を、檜山郡上ノ国町にレーダー式沿岸波浪計を設けて波浪の観測を行っている。

### 防災気象情報等の発表
防災気象情報と天気予報、週間天気予報を提供している。

## 脚註
1. 1 2  函館市史　通説編第1巻　p89-p91
2. ↑  函館市史　通説編第1巻　p93-94
3. 1 2 3 4 5 6 7  "歴史的潮位資料＋近年の潮位資料　函館"　気象庁　2024年3月1日閲覧
4. ↑  “「海洋気象台」、組織改編で消滅 10月から”. 日経電子版. (2013年1月30日) 2013年1月30日閲覧。
5. ↑  “舞鶴海洋気象台 9月廃止 「日本海海洋気象センター」に”. 京都新聞. (2013年1月30日) 2013年1月30日閲覧。
6. ↑  “消える神戸「海洋」気象台 「地方」に改編へ”. 神戸新聞. (2013年1月29日) 2013年1月30日閲覧。
7. 1 2  “全国の「海洋気象台」消える 神戸は90年の歴史に幕”. 長崎新聞. (2013年1月29日) 2013年1月30日閲覧。
8. ↑  “地方気象台等における目視観測通報の自動化等について”. (2019年10月25日) 2020年2月3日閲覧。 {{cite news}}: 不明な引数|pdf=は無視されます。 (説明)⚠
9. 1 2 3  「業務概要」　函館地方気象台　2023年8月20日閲覧
10. ↑  『上ノ国沿岸波浪計』　函館地方気象台　2023年9月21日閲覧